# Rocca Janula
La Rocca Janula fu per secoli il fulcro militare della signoria della Terra di San Benedetto. La rocca, assieme alla vicina abbazia di Montecassino, domina ancora dall'alto l'odierna città di Cassino.

## Il nome
Si fa risalire il termine Janula dal nome del dio Giano, ovvero Janus, che secondo le credenze su quel colle aveva un luogo di culto a lui dedicato; sono scarse però le prove archeologiche come lo sono per un'altra eventuale spiegazione. Dalle mura di recinzione a nord dell'antica Casinum romana si apriva una porta (janua) proprio dirimpetto al colle su cui nel X secolo fu innalzata la Rocca; di qui il nome Janulo al colle e quindi Janula alla Rocca. Janula in latino viene anche a significare piccola porta, quindi il nome potrebbe far riferimento al suo ruolo di "porta" per Montecassino. In epoca recente la rocca è stata dedicata alla Madonna, che è detta in alcune preghiere Janua coeli, cioè porta del cielo.

## Storia
L'incastellamento nella Terra di San Benedetto iniziò alla metà del X secolo quando l'abate Aligerno condusse i monaci benedettini nel 949 nella sede di Montecassino. Questi erano dovuti fuggire a Capua nell'883 a causa dell'espansione saracena e alla distruzione della storica abbazia. Lo stesso abate Bertario fu decapitato dagli invasori. Seguirono una quarantina di anni di incertezza e instabilità che ebbero come conseguenza minori raccolti e superfici coltivate. La vittoria nell'agosto 915 della lega cristiana di papa Giovanni X nella battaglia del Garigliano segnò la ripresa da parte della nobiltà locale del controllo della territorio. Nel periodo successivo il castrum, insediamento concentrato e fortificato sulle alture, diventò progressivamente l'elemento fondamentale di controllo e amministrazione del territorio e lo rimase per centinaia di anni. In questo contesto s'inserì l'azione di Aligerno che realizzò, senza chiedere autorizzazione all'imperatore o ai principi capuani, la rocca Janula, il castrum di Sant'Angelo in Theodice e la torre di San Giorgio a Liri. Il principe di Capua, Pandolfo I Capodiferro, approvò nel 967 tali fortificazioni ed autorizzò i benedettini a costruire quante altre fortificazioni ritenessero necessarie per la tutela del loro territorio.
La costruzione originaria comprendeva probabilmente una torre a pianta quadrata inclusa in un recinto ristretto e non coincidente con il circuito murario dell'abitato. Tale modello era molto diffuso sul territorio, come per la rocca di monte Trocchio e Roccaguglielma. Tali rocche erano separate dall'abitato e avevano una forte connotazione militare; era invece di scarsa vocazione residenziale. La residenza era limitata ai turni di vigilanza e alle esigenze estemporanea in caso di attacchi improvvisi. In emergenza la rocca poteva ospitare anche duemila persone. Montecassino si trova a 516 m s.l.m. mentre Rocca Janula è a 187 m s.l.m.: la rocca infatti era la difesa diretta del monastero ma anche a controllo della via che scorre ai suoi piedi che giunge dalla Marsica e si dirama nelle tre direzioni: Roma, Napoli e la costa Tirrenica.
Nella sua storia la rocca subì varie contese, distruzioni e ricostruzioni. Nel 1004 fu danneggiata da un terremoto. Agli inizi del XII secolo, la rocca venne occupata dalla popolazione di San Germano a seguito delle dispute nate dall'espansionismo di Runegonga, vedova del duca di Gaeta, ai danni di Montecassino. L'abate Gerardo riuscì a riconquistare la rocca. L'abate provvide a ripristinare le parti danneggiate dal terremoto e di dotare la rocca della torre pentagonale, di due torri adatte all'uso abitativo, di una cinta più ampia e di una piccola chiesa. Gli abati Roffredo e Atenolfo nel secolo successivo continuarono l'opera di fortificazione.
Federico II di Svevia preoccupato delle potenzialità strategico-militari della rocca ne ordinò la distruzione per due volte, ma l'ordine non venne eseguito mai fino in fondo. L'affidò anche a vari suoi vassalli. Poi lo stesso Federico, alleandosi con l'abate Landolfo, ricostruì la rocca, perché era divenuta strategica nella contrapposizione con papa Gregorio IX. A questa ricostruzione si devono elementi architettonici di impronta sveva.
Manfredi di Sicilia, nella guerra contro Carlo I d'Angiò, stipò duemila soldati saraceni e mille cavalli nella Rocca.

La Rocca Janula prima della Seconda Guerra Mondiale.

L'abate Pyrro dovette sborsare un ingente somma per ottenere indietro la rocca da Giovanna II d'Angiò, ma la regina affidò la rocca ad Antonio Carafa. Pyrro successivamente riuscì nel suo intento e rinnovò la cinta muraria e aggiunse due torri in direzione della città apponendo lo stemma della sua famiglia. I lavori di Pyrro si conclusero nel 1418, come attestato da un'iscrizione pervenutaci. Tuttavia il Pontefice, determinato a sottrarre la fortificazione al Pirro, invia a Montecassino il mercenario Francesco Blanco che, entrato nell'Abbazia la sottopose a saccheggio imprigionando lo stesso Pirro. 
Si tramanda l'impresa leggendaria di un certo Palermo, dotato di una forza sovrumana, che fece retrocedere i soldati di Alfonso d'Aragona in una disputa con la popolazione, facendo rotolare grandi pietre giù dalla collina della rocca.
Nel 1522 nuovamente, per breve tempo, la popolazione di San Germano mantenne con la forza la Rocca Janula. Con lo spostarsi dei conflitti ed il decadere del potere temporale di Montecassino la rocca perse importanza. Nel XVIII secolo divenne proprietà demaniale del re Carlo III di Borbone.

Il centro di Cassino ai piedi della Rocca, ad inizio '900.

Nel 1870, per chiudere la storia militare della rocca e consacrarla ad un ideale di pace, venne posta una lapide sulla torre di Pyrro a dedicare la rocca alla Madonna:
aetatis memorat facta nefanda suae
at nunc versa Dei Sanctae Genitricis in aedem
ipsius ad cultum tot pia corda movet»
(Cassino, 1870)
Gli scontri avvenuti durante la seconda guerra mondiale danneggiarono pesantemente la rocca, lasciando in piedi solo la torre pentagonale e parte delle mura e delle costruzioni interne.
Negli anni duemila la rocca è stata oggetto di un profondo restauro durato diversi anni ed è stata riaperta al pubblico il 25 settembre 2015. In tempi moderni è stata resa visitabile ed ospita mostre ed eventi culturali, incluse rievocazioni storiche.

## Il monumento alla Pace
A monito per le future generazione affinché non perpetrino le distruzioni della guerra che qui si sono verificate, è stato posto nei pressi della rocca, a dominare la città, il monumento della Pace realizzato da Umberto Mastroianni.